# 高原勇巳
高原 勇巳（たかはら いさみ ）は、日本の経営者。学習塾「馬渕教室」運営の株式会社ウィルウェイ
の代表取締役社長。

## 略歴
大阪市城東区出身。1983年（昭和58年）大阪府立大手前高等学校を卒業。その後に入った大学を辞め、大阪外国語大学（大阪大学外国語学部）に入学し直し卒業。30歳の時に大手学習塾に就職したが辞め、「馬渕教室」に再就職した。

## 人物
大手前高校時代のクラブ活動はサッカー部。学生時代アルバイトで塾の講師を務めていたことから、就職先に塾業界を選択。大手の塾だったが、イメージしていた通りではなく「期待はずれだった」ため、馬渕教室に再就職した。
当時、馬渕教室は規模的には小さな塾だったが、著名な講師が数多くいて、地元北河内地方の枚方市や寝屋川市ではトップ高校への合格実績も圧倒的な“名門”として有名で、「ここなら、自分も教師としてきっと成長できる」と思い応募した。
塾の経営について、塾であっても顧客を満足させることが一番。顧客、つまり保護者が求めるのは子女の学力向上と志望校合格で、学力を向上させるためには塾の生徒一人一人に合った言葉を指導者が掛けることで、生徒の集中力・やる気が違ってくる、という。